# Radioluminiscencija
Radioluminiscencija je vrsta luminiscencije koja je izazvana ionizirajućim zračenjem. Omogućuje nam prepoznavanje i određivanje vrste minerala, strukture njihova raste, područje izmjene u mineralnim fazama te pojava izdvajanja. Radioluminescencija je pobuđena radioaktivnim alfa, beta i gama zrakama. Pokus A. H. Becquerela iz 1896. doveo je kasnije do njihovog otkrića. To su zrake koje su spontano emitirane iz atomskih jezgara uranija, radija, torija i drugih radioaktivnih tvari. Najranija primjena radioluminescencija jest premazivanje brojčanika i kazaljki satova i mjernih instrumenata tako da su bili vidljivi u mraku. Premaz je bio smjesa fosfora i luminescentnih radioaktivnih tvari.

## Scintilacija
Scintilacija je iskričavo svjetlucanje, prouzročeno bombardiranjem luminescentnih kristala alfa česticama, vidljivo tek očima prilagođenim na mrak. Odvojeni bljeskovi dokaz su da je tvar pobuđena određenim (diskretnim) česticama. Na temelju te pojave načinjeni su scintilacijski detektori radioaktivnog zračenja.

## Polarna svjetlost
Polarna svjetlost je također radioluminescencija. Elementarne čestice sa Sunca zbog svoga električnog naboja otklonjene su magnetskim poljem Zemlje i kreću se prema magnetskim polovima. U međudjelovanju (interakciji) s molekulama zraka one stvaraju raspršene pljuskove mezona, elektrona, fotona i drugih sekundarnih čestica. Ove čestice pobuđuju plinove u atmosferi uz raznobojnu fluorescentnu emisiju.

## Luminiscencija
Luminiscencija (engl. luminescence: svijetljenje, svjetlucanje) je emisija elektromagnetskoga zračenja (pretežito svjetlosti, ali i ultraljubičastog i infracrvenoga zračenja) koje nije pobuđeno toplinskim (termičkim) procesom i povišenom temperaturom tvari, nego je posljedica primanja energije u nekom drugom obliku. Po tome se razlikuje više oblika luminiscencije: bioluminiscencija, elektroluminiscencija, radioluminiscencija (posljedica djelovanja ionizirajućega zračenja), triboluminiscencija (nastaje prilikom lomljenja nekih kristala), luminiscencija trenja, kemijska luminiscencija ili kemiluminiscencija (nastaje u vezi s kemijskim promjenama u nekim tvarima), kristaloluminiscencija (nastupa kod kristalizacije nekih tvari), termoluminiscencija (nastaje zagrijavanjem nekih tvari, ali samo ako su prije toga bile izložene nekomu zračenju, na primjer ionizirajućemu zračenju), fotoluminiscencija (posljedica obasjavanja određenih tvari svjetlošću svih valnih duljina). Tvar luminiscira kada se primanjem energije jednim od navedenih načina elektroni u atomu prvo pobude u više energetsko stanje, a zatim se emisijom dijela ili ukupne primljene energije u obliku zračenja vraćaju u osnovno stanje. Ako se luminiscencija pojavljuje za vrijeme trajanja pobude ili najviše 10–8 sekundi nakon toga, riječ je o fluorescenciji, a opaža li se luminiscencija i pošto pobuda prestane, govori se o fosforescenciji.